# Księstwo warmińskie

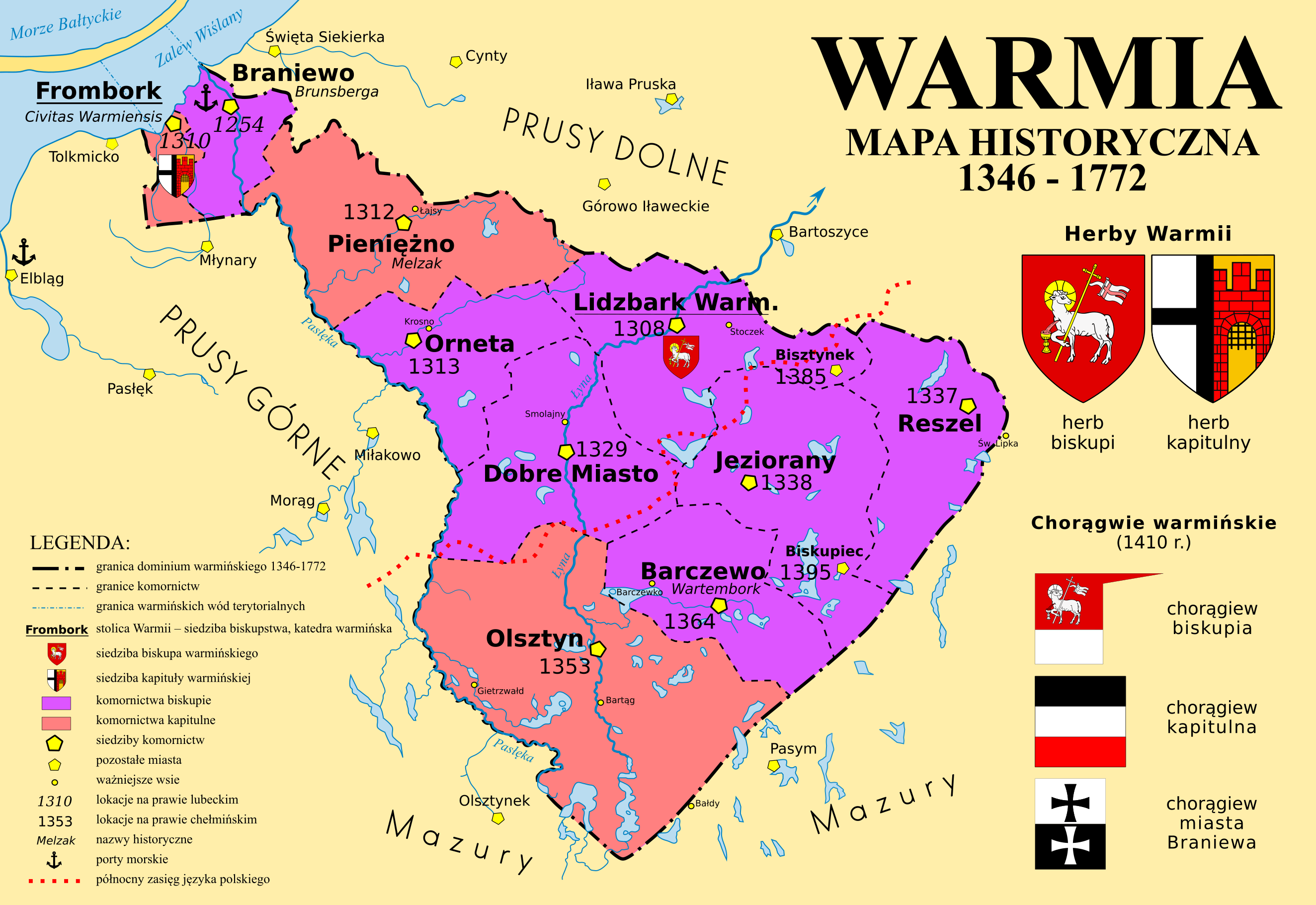
Mapa historyczna Warmii

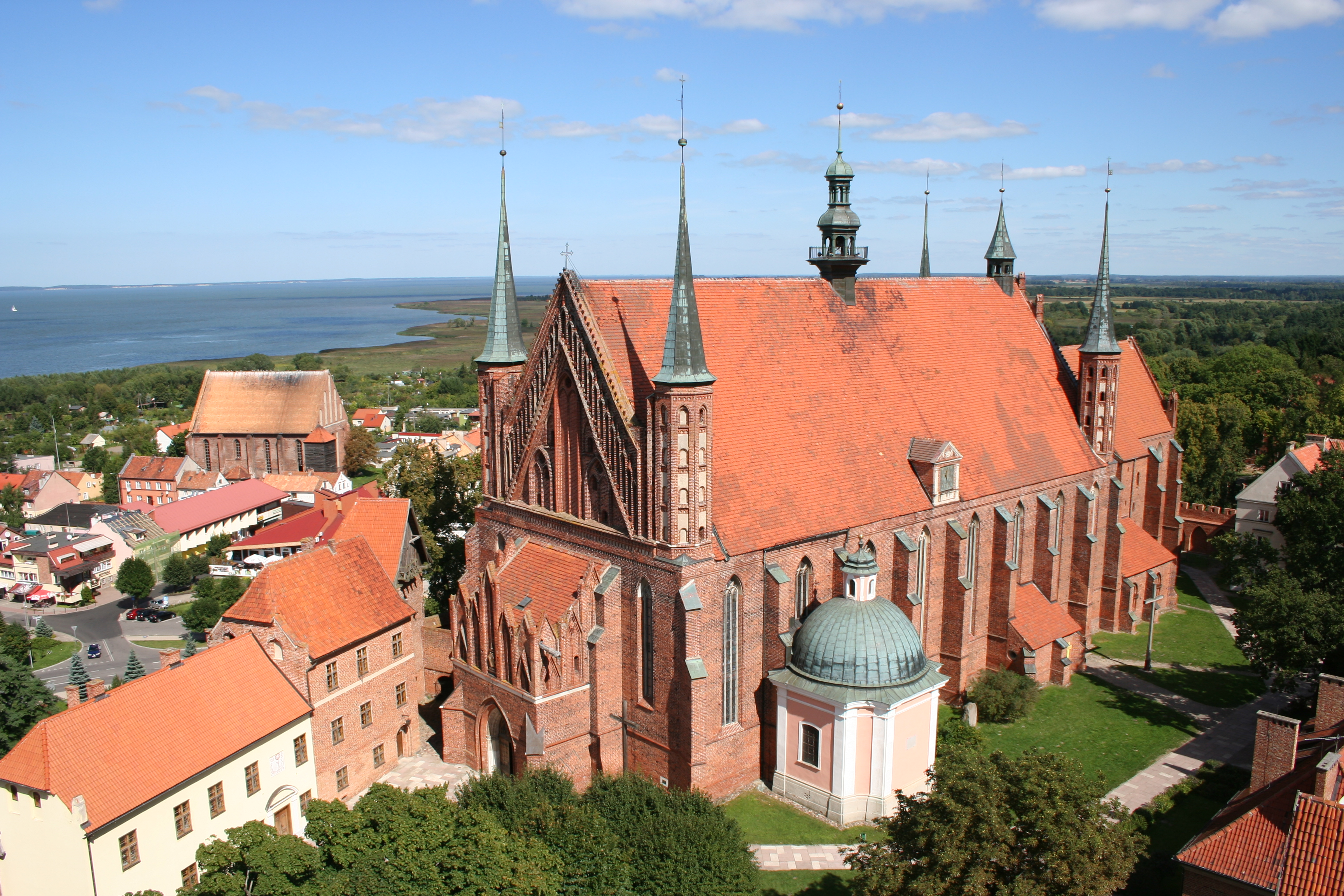
Wzgórze katedralne we Fromborku – historyczna i religijna stolica Warmii

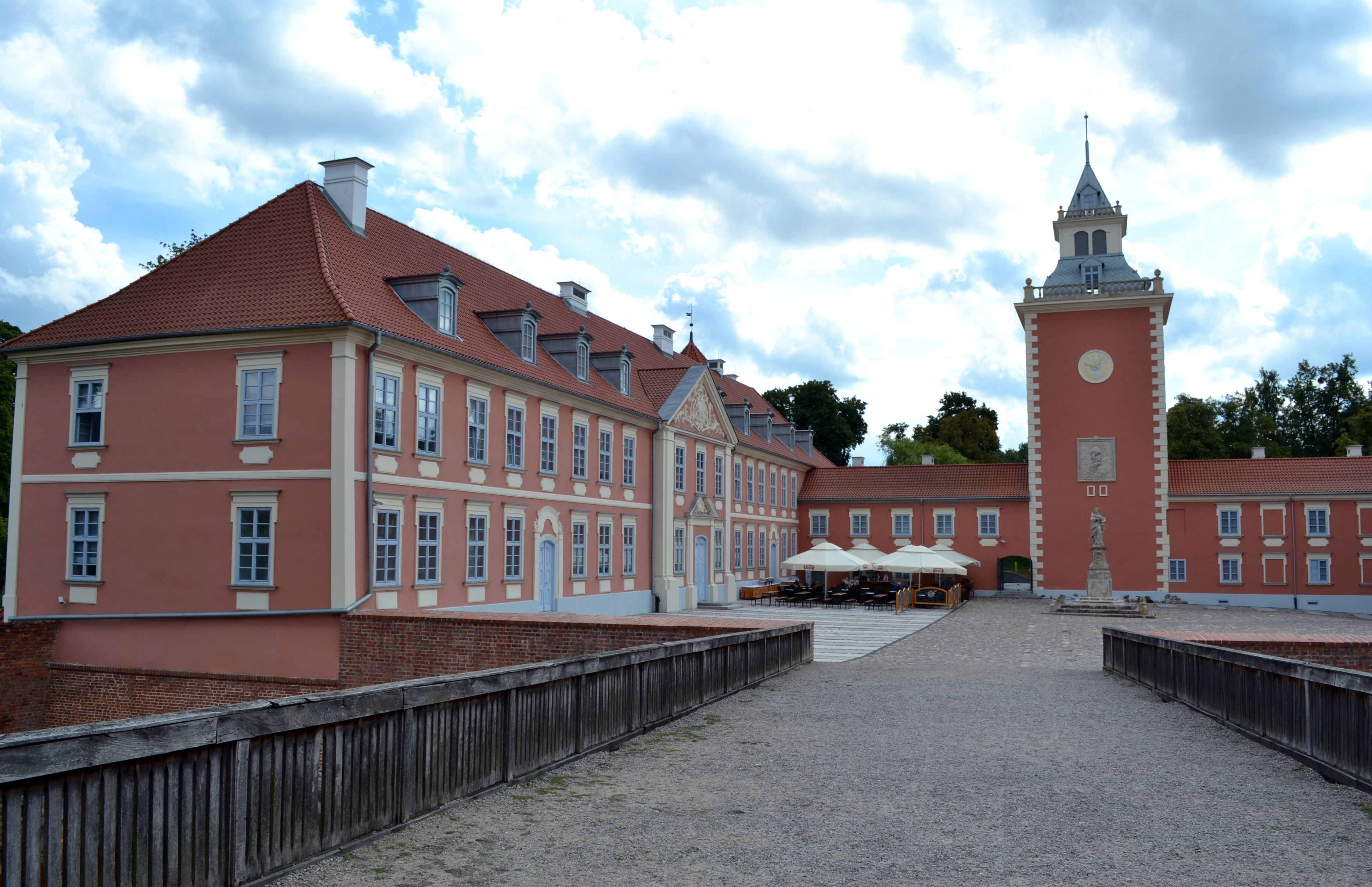
Pałac biskupów w Lidzbarku Warmińskim

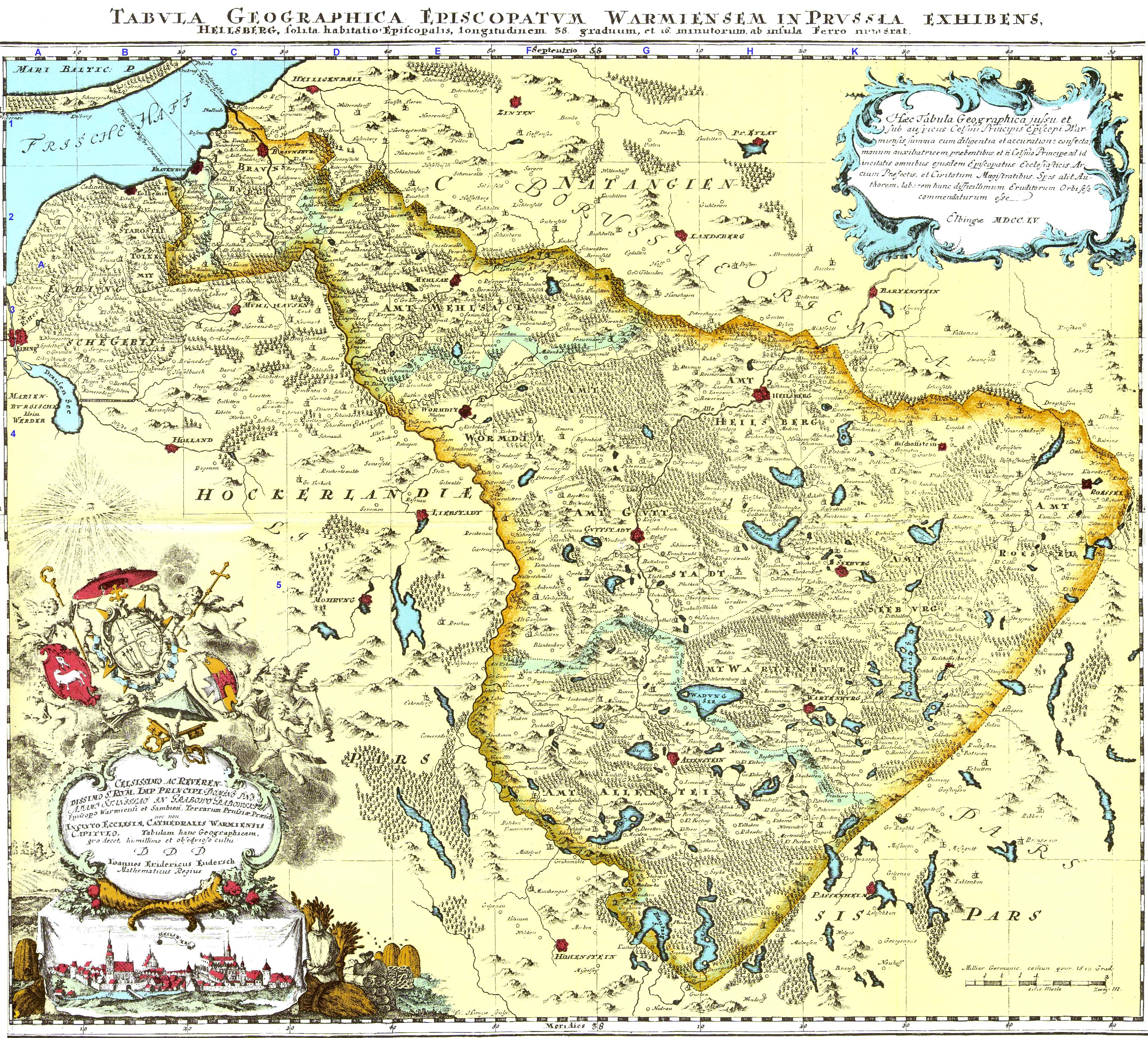
Jan Fryderyk Endersch, Mapa Świętej Warmii, 1755

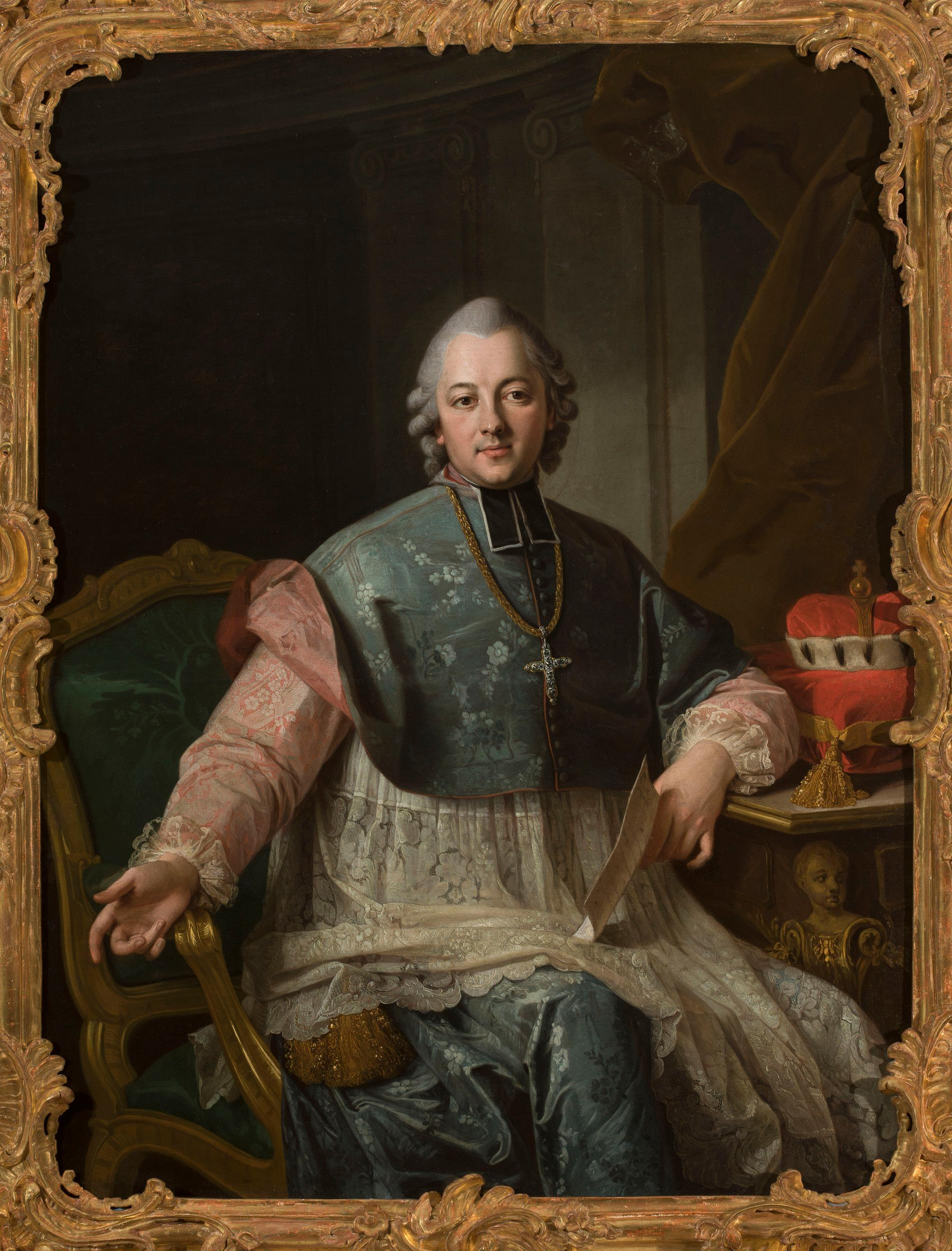
Ignacy Krasicki – biskup warmiński w latach 1767–1795, ostatni zwierzchnik Księstwa Warmińskiego (od 1766 do 1772)

Księstwo warmińskie (łac. Episcopatus Warmiensis) – istniejące w latach 1466–1772 księstwo kościelne w obrębie Korony Królestwa Polskiego obejmujące terytorium dominium biskupstwa warmińskiego. Księstwo powstało z wcześniejszego dominium warmińskiego istniejącego w obrębie państwa zakonu krzyżackiego. Jego obszar pokrywał się z terenem krainy historycznej Warmia.
Wraz z województwami: pomorskim, malborskim i chełmińskim wchodziło w skład Prus Królewskich Korony Królestwa Polskiego I Rzeczypospolitej.
Władzę zwierzchnią w księstwie sprawowali biskupi warmińscy, którzy będąc zależni bezpośrednio od Stolicy Apostolskiej jako książęta Świętego Cesarstwa Rzymskiego (łac. Sacri Romani Imperii Principes), jako prezydenci senatu Prus Królewskich przewodniczyli obradom sejmów stanów pruskich (sejmików generalnych Prus Królewskich). Biskupi jako książęta warmińscy byli zarazem poddanymi i lennikami królów polskich.
Status księstwa warmińskiego był na tle podziału terytorialnego I Rzeczypospolitej podobny do księstwa siewierskiego. Władzę lokalną w księstwie sprawowali bowiem biskupi warmińscy, a terytorium dominium warmińskiego wchodziło od 1466 na statusie zależnym w skład Korony Królestwa Polskiego. Król Polski zachował pewne wpływy lenne (personalna obsada biskupstwa warmińskiego, zaprzysiężenia wierności państwu polskiemu itd.).
Zależność ta była jednak wielokrotnie kwestionowana, dopiero po zwycięskiej dla Polski wojnie popiej, zawarto w 1479 tzw. „układ piotrkowski”, w którym potwierdzono wcielenie księstwa warmińskiego do Korony, przyznano biskupowi warmińskiemu tytuł radcy królewskiego, przyznano też jego poddanym prawo do oporu, w przypadku, gdyby władca duchowny odmówił zaprzysiężenia wierności państwu polskiemu. Zastrzeżono, że kapituła warmińska „wybierze osobę miłą królowi polskiemu”. W 1512 („drugi układ piotrkowski”) dodatkowo wzmocniono polską kontrolę nad księstwem, wprowadzając zapis o wyborze biskupa spośród czterech kanoników przedstawionych królowi przez kapitułę. W rzeczywistości władca sam wskazywał swojego kandydata, którego kapituła musiała kreować na swojego kanonika, który zazwyczaj znajdował się potem na pierwszym miejscu listy czterech.
Biskupi warmińscy jako władcy świeccy w księstwie warmińskim mieli m.in. prawo do posiadania własnych sił zbrojnych i bicia własnej monety.
Administrację cywilną sprawowali za pośrednictwem burgrabiów, stojących na czele 7 komornictw biskupich i 3 będących w posiadaniu kapituły warmińskiej. Przynależną sobie władzę wojskową sprawowali na terytorium księstwa wojewodowie malborscy.
Biskupi zwoływali sejmiki warmińskie do Lidzbarka Warmińskiego, do których kompetencji należało zatwierdzanie uchwał podatkowych zapadłych na generale pruskim. Ich obrady poprzedzały zwołane przez burgrabiów zjazdy w komornictwach, na które przybywała warmińska szlachta i wolni chłopi. W 1718 wprowadzono w księstwie stałe podatki na wojsko Rzeczypospolitej i od tego czasu coraz rzadziej zwoływano sejmiki. W 1766 wprowadzono nową Ordynację Krajową (niem. Landesordnung), która regulowała ustrój polityczno-gospodarczy Warmii.
W roku 1772 w efekcie I rozbioru Warmia weszła w skład zaboru pruskiego. Nastąpiła wówczas sekularyzacja i likwidacja księstwa warmińskiego.

## Podział administracyjny

### Komornictwa biskupie
- komornictwo braniewskie (Braniewo)
- komornictwo lidzbarskie (Lidzbark Warmiński)
- komornictwo orneckie (Orneta)
- komornictwo dobromiejskie (Dobre Miasto)
- komornictwo jeziorańskie (Jeziorany)
- komornictwo reszelskie (Reszel)
- komornictwo wartemborskie (Barczewo)

### Komornictwa kapitulne
- komornictwo melzackie (Pieniężno)
- komornictwo fromborskie (Frombork)
- komornictwo olsztyńskie (Olsztyn)

## Zwierzchnicy (książęta) Warmii

### OkresPaństwa Zakonu Krzyżackiego
- 1250–1279 – Anzelm z Miśni
- 1279–1300 – Henryk Fleming
- 1301–1326 – Eberhard z Nysy
- 1327–1328 – Jordan
- 1329–1334 – Henryk Wogenap
- 1337–1349 – Herman z Pragi
- 1350–1355 – Jan Belger z Miśni
- 1355–1373 – Jan Stryprock
- 1373–1401 – Henryk Sorbom
- 1401–1415 – Henryk Vogelsang z Lidzbarka
- 1415–1424 – Jan Abezier
- 1424–1457 – Franciszek Kuhschmalz
- 1457–1458 – Eneasz Sylwiusz Piccolomini (późniejszy papież Pius II)
- 1458–1467 – Paweł Legendorf

### OkresKorony Królestwa Polskiego
- 1468–1489 – Mikołaj Tungen
- 1489–1512 – Łukasz Watzenrode
- 1512–1523 – Fabian Tetinger von Lossainen
- 1523–1537 – Maurycy Ferber
- 1538–1548 – Jan Flachsbinder (Jan Dantyszek)
- 1549–1550 – Tiedemann Giese
- 1551–1579 – Stanisław Hozjusz, kardynał
- 1579–1589 – Marcin Kromer
- 1589–1599 – Andrzej Batory, kardynał
- 1600–1604 – Piotr Tylicki (następnie bp włocławski)
- 1604–1621 – Szymon Rudnicki
- 1621–1633 – Jan Olbracht Waza, kardynał (następnie bp krakowski)
- 1633–1643 – Mikołaj Szyszkowski
- 1643 Jan Karol Konopacki (nominat)
- 1644–1658 – Wacław Leszczyński (następnie prymas)
- 1659–1677 – Jan Stefan Wydżga (następnie prymas)
- 1679–1687 – Michał Stefan Radziejowski (następnie prymas)
- 1688–1697 – Jan Stanisław Zbąski
- 1698–1711 – Andrzej Chryzostom Załuski
- 1711–1722 – Teodor Potocki (następnie prymas)
- 1724–1740 – Krzysztof Jan Szembek
- 1741–1766 – Adam Stanisław Grabowski
- 1766–1772 – Ignacy Krasicki (likwidacja księstwa, tylko biskup do 1795)